# Kalktriften westlich Dahlem
Koordinaten: 50° 22′ 59″ N, 6° 31′ 20″ O
Das Naturschutzgebiet Kalktriften westlich Dahlem liegt auf dem Gebiet der Gemeinde Dahlem im Kreis Euskirchen in Nordrhein-Westfalen.
Das aus vier Teilflächen bestehende Gebiet erstreckt sich westlich und südwestlich des Kernortes Dahlem und nordwestlich von Baasem, einem Ortsteil der Gemeinde Dahlem, zu beiden Seiten der B 51. Südlich erstreckt sich das etwa 72,6 ha große Naturschutzgebiet Ermberg.

## Bedeutung
Das etwa 39,3 ha große Gebiet wurde im Jahr 2001 unter der Schlüsselnummer EU-084 unter Naturschutz gestellt. Schutzziele sind
- die Erhaltung und Förderung der landschaftstypischen Kalkmagerrasen (Schutz aufgrund von Seltenheit, Eigenart und aus erdgeschichtlichen Gründen – Felsköpfe – / aus kulturhistorischen Gründen / Bewahrung von Lebensstätten für spezialisierte Pflanzen und Tiere) und
- die Erhaltung und Sicherung vor weiterem Rückgang des Kalkhalbtrockenrasens im Komplex mit wärmeliebendem Gebüsch und Buchenwaldrest.[2]